# Ідо
І́до (есперанто ido — дитина, нащадок) — штучна мова, створена, як друга після есперанто універсальна міжнародна мова, яка була б дуже легкою у вивченні для носіїв усіх національних мов. Створена на основі есперанто.
На відміну від англійської, котра є природною, і часто не регульованою мовою, ідо проєктувалася, як мова зі сталою граматикою, орфографією і лексикографією. Через це ідо класифікують, як «допоміжну міжнародну мову».
Це друга за популярністю штучна міжнародна мова після свого попередника есперанто. Однак, цей момент є суперечливим, адже багато хто вважає, що друге місце варто присвоїти мові інтерлінґва.

## Граматика

### Абетка та вимова
Абетка складається з 26 літер:

| a, b, c, d, e, f, g, h, i, j, k, l, m, n, o, p, q, r, s, t, u, v, w, x, y, z |
Більшість букв та звуків схожі на латинські (іспанські) за винятком

| c: вимовляється як ц g: завжди м’який звук ґ v: вимовляється як в h: вимовляється як українське х j: вимовляється як українське ж |
Ідо — це мова з фонетичною вимовою, де кожній літері відповідає один звук і навпаки.
В Ідо не використовується графічний наголос. В усіх словах, за винятком інфінітиву, наголос падає на передостанній склад.

### Артикль
У мові Ідо існує лише один означений артикль.

| Fenestro -- вікно (якесь, неозначене) Fenestri -- вікна La fenestro -- (це) вікно La fenestri -- (ці) вікна |

### Закінчення слів
| Якщо слово закінчуються на | то це      | приклади                                           |
| -------------------------- | ---------- | -------------------------------------------------- |
| o                          | іменник    | kato = кіт; komputoro = комп'ютер; domo = дім      |
| a                          | прикметник | bela = гарний, a; neta = чистий; alta = високий, a |
| e                          | прислівник | perfekte = досконало; rapide = швидко              |
| ar                         | інфінітив  | skribar = писати; esar = бути; ludar = грати       |

### Афікси та словотворення
Значення слів можна змінити за допомогою префіксів та суфіксів. Наприклад :
des- вказує на протилежне значення: deskonocar = не знати; desfacila = важкий (не легкий); desaparar = зникати (не з'являтися)

-ist- вказує на професію, рід занять, = arte — artisto = артист; butiko = крамниця- butikisto = продавець

-ar- вказує на сукупність чогось: vorto = слово — vortaro = словник; direktisto = директор — direktistaro = дирекція
Ідо — аглютинативна мова, що дозволяє утворювати слова, поєднуючи різні корені, і таким способом змінювати значення, наприклад:

| chambro — кімната dormo-chambro — спальня hundo — собака chashundo — мисливський собака (chasar — полювання) |
Таким способом, значною мірою можна скоротити час на вивчення лексики.

### Особові займенники
| Me -- я Elu -- вона Ni -- ми Ili -- вони Tu -- ти Ilu -- він Vi -- ви Oli -- вони (речі чи тварини) Vu -- Ви (ввічливо до 1 особи) 'Olu -- воно Eli -- вони (жіночого роду) |
У третій особі однини, коли не треба чи не бажано вказувати на рід (чоловічий, жіночий чи середній) вживається займенник Lu = він, вона, воно.
Так само є займенник третьої особи множини, що не вказує на рід Li = вони чоловічого чи жіночого роду.

### Відмінювання дієслів
| Закінчення | Час        | Приклади                                         |
| ---------- | ---------- | ------------------------------------------------ |
| as         | теперішній | me opinionas = я думаю; elu lektas = вона читає  |
| is         | минулий    | ni skribis = ми написали; tu parolis = ти сказав |
| os         | майбутній  | vu drinkos = ви питимете; me pensos = я подумаю  |

### Множина
Множина утворюється дуже просто: закінчення іменника -o змінюється на -i:

| foresto -- ліс; foresti -- ліси arboro -- дерево; arbori -- дерева |

## Ресурси тенет
- Офіційний майданчик тенет Ido [Архівовано 22 липня 2011 у Wayback Machine.]
- Невеличкий українсько — ідо словник [Архівовано 27 вересня 2007 у Wayback Machine.]
- українсько — ідо словник[недоступне посилання]
- Ukraina-Ido, Ido-Ukraina, mikra dicionario kun gramatiko